# El Doydhe
El Doydhe är en ort i Mexiko.   Den ligger i kommunen Alfajayucan och delstaten Hidalgo, i den sydöstra delen av landet, 110 km norr om huvudstaden Mexico City. El Doydhe ligger 1 897 meter över havet och antalet invånare är 178.
Terrängen runt El Doydhe är kuperad åt sydost, men åt nordväst är den platt. Runt El Doydhe är det ganska tätbefolkat, med 60 invånare per kvadratkilometer. Närmaste större samhälle är Ixmiquilpan, 15,0 km nordost om El Doydhe. Omgivningarna runt El Doydhe är i huvudsak ett öppet busklandskap.